# رتفریلند
رتفریلند (به انگلیسی: Rathfriland) یک روستا در بریتانیا است. رتفریلند ۲٬۷۴۰ نفر جمعیت دارد.